# Staré vinohrady
Staré vinohrady jsou návrší v Pracké pahorkatině s vrcholem o výšce 297 m n. m. Návrší se nachází na pomezí okresů Brno-venkov a Vyškov a dělí se mezi katastry obcí Blažovice, Jiříkovice, Křenovice, Prace a Zbýšov, přičemž vrchol se nalézá v katastru Blažovic.
Návrší se stalo významným místem v bitvě u Slavkova 2. prosince 1805, kdy zde zrána stálo spojenecké velení, aby bylo během dne vystřídáno Napoleonem. V těchto místech došlo ke krvavému střetnutí francouzské a ruské gardy.

## Bitva u Slavkova
V roce 1805 na Starých vinohradech již dávno nebyly žádné vinice, které mu dříve daly jméno. Před bitvou u Slavkova, 29. listopadu, návrší jako strategicky výhodnou pozici ovládala lehká jezdecká divize francouzského brigádního generála Margarona, avšak Napoleon dal pokyn k ústupu před spojeneckými vojsky přicházejícími od Olomouce dále na západ, k linii Zlatého potoka. Její místo na návrší v předvečer bitvy, 1. prosince, zaujímala ruská 3. kolona pod velením genpor. Przybyszewského a za ní východněji smíšená rusko-rakouská 4. kolona velitelů genpor. Miloradoviče a podmaršálka hraběte Kolovrata.
3. kolona již časně zrána prostor opustila k jihozápadu přes Pracký kopec do údolí Zlatého potoka, aby se podle spojeneckého plánu připojila k silnému frontálnímu útoku na francouzské jižní křídlo. 4. kolona zde ještě kolem 8. hodiny ranní vyčkávala, spolu s vrchním velitelem spojenců generálem Kutuzovem a také oběma panovníky Alexandrem I. a Františkem I. Někdy v té době i 4. kolona zahájila postup k Prackému kopci, avšak byla překvapena nečekaným útokem francouzského III. armádního sboru maršála Soulta z údolí od Jiříkovic a Ponětovic.

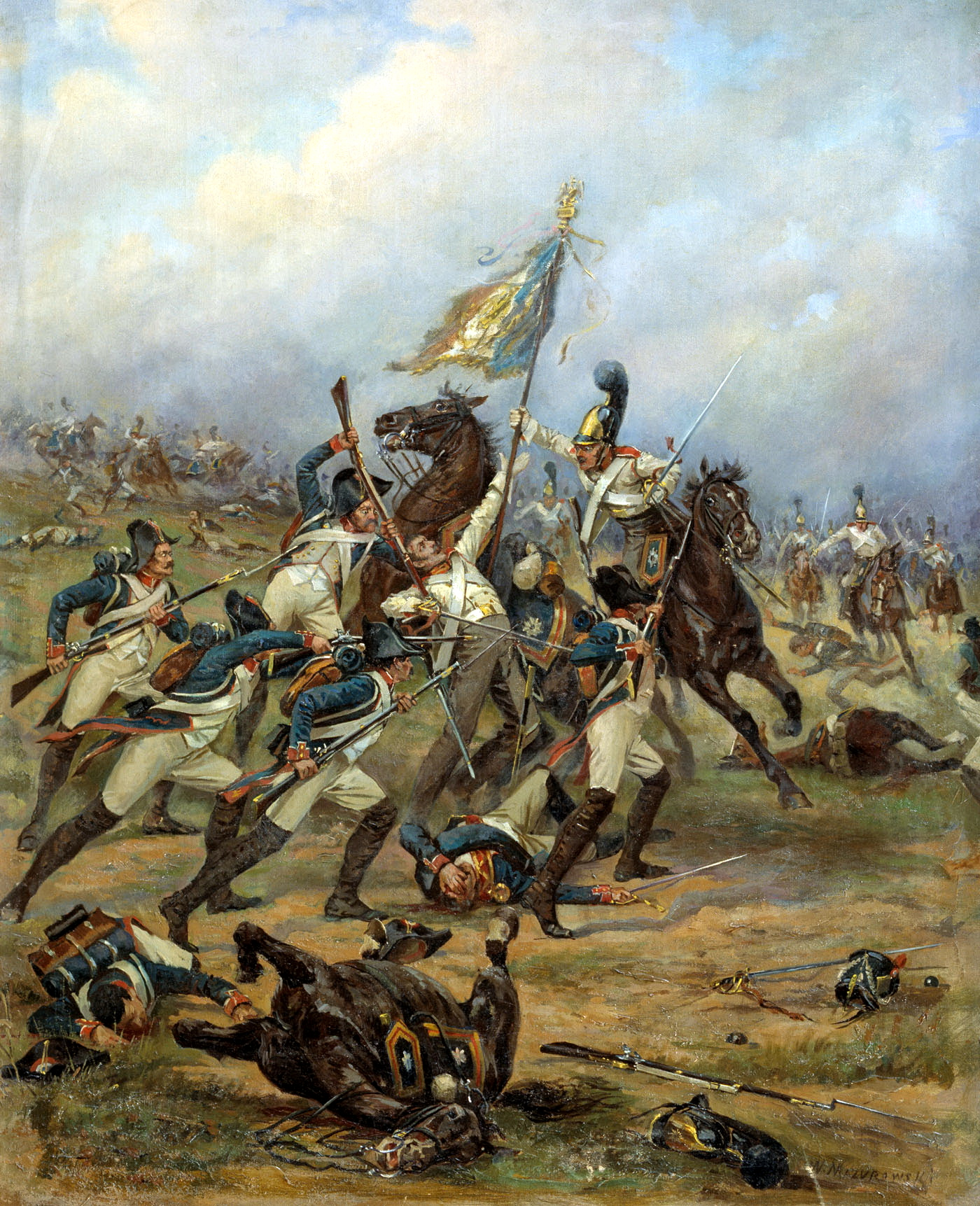
Wiktor Mazurowski: Boj o prapor (ruská kavalergarda se zmocňuje praporu 4. pěšího pluku na Starých vinohradech)

Spojenecká 4. kolona náporu neodolala a po dvouhodinovém boji už bylo území kolem Starých vinohradů ovládnuto Francouzi, zatímco Kolovratovi vojáci ve zmatku prchali k východu. Soultův 3. sbor se začal stáčet k jihu, aby vpadl do týla prvních tří ruských kolon v údolí Zlatého potoka. Za ním vystoupala na Staré vinohrady Napoleonova císařská garda vedená maršálem Bessièrem a doprovázená samotným císařem, zatímco z východu od Křenovic jí v ústrety přicházela ruská garda pod velením carova bratra Konstantina Pavloviče. Asi kolem půl dvanácté zde stihli ruští gardisté obrátit na ústup 4. řadový a 24. lehký pěší pluk, přičemž 1. prapor 4. pluku přišel o svého „orla“ – jedinou zástavu Francouzů, která v bitvě padla do rukou nepřátel.
Pak už došlo k potyčce, která je připomínána vojenskými historiky i umělci: V prostoru na východ od hřebenu Starých vinohradů a v místech dnešní křižovatky silnic se střetly nejelitnější útvary obou armád, francouzská a ruská císařská garda. Malíř François Gérard roku 1808 zachytil na známém monumentálním plátně umístěném dnes ve Versailles situaci, kdy generál Rapp přivádí před Napoleona zajatého knížete Repnina. K situaci došlo právě na Starých vinohradech, kde byl Repnin zajat po téměř úplném zničení své 4. eskadrony kavalergardy Rappovými jízdními myslivci, jízdními granátníky a mameluky.
Ruská garda po své porážce ustoupila ke Křenovicím a Slavkovu, Napoleon po poledni zastavil útok a spolu se svými vojsky se vydal od Starých vinohradů jihozápadně k Prackému kopci. Bitva u Slavkova byla rozhodnuta.

## Památky
Vrchol návrší je osazen poškozenou kamennou plastikou s datováním ze 70. let 19. století.

### Boží muka
Jihovýchodně od vrcholu, na křižovatce cest z Prace do Křenovic a z Blažovic do Zbýšova a v nejjižnějším cípu blažovického katastru stojí boží muka. Původní stavba ze 17. století přečkala neporušená i boje během slavkovské bitvy, avšak v 50. letech 20. století byla zcela pobořena. 2. prosince 1992 byla na jejím místě odhalena a vysvěcena nová boží muka, která podle návrhu Miroslava Pražáka postavil zedník Jan Holoubek z Prace. Naproti přes silnici je litinový kříž z roku 1863.

### Památník Tří císařů
Ještě jižněji, už v katastru Zbýšova stojí u silnice památník Tří císařů. Nachází se na kótě 293, kudy v minulosti procházely cesty z Blažovic a Křenovic k Prackému kopci. Těmito místy v různých hodinách během 2. prosince 1805 prošli ruský car Alexandr I., rakouský císař František I. a francouzský císař Napoleon I. Památník byl postaven z iniciativy a na paměť Ing. Jana Špatného péčí Československé napoleonské společnosti a obce Zbýšov ke 200. výročí bitvy u Slavkova. Odhalen byl 17. září 2005.
Památník sestává ze tří sloupů završených symbolickým slavkovským sluncem, které představují tři panovníky. Materiálem jsou tři druhy kamene: francouzská, ruská a německá žula. Osazen je tabulemi s textem v češtině, francouzštině, ruštině a němčině ve znění:
| „ | V den bitvy 2. prosince 1805 prošli těmito místy v různých hodinách císař Francouzů Napoleon I., ruský car Alexandr I. a rakouský císař František I., jejichž armády zde bojovaly. Toto krvavé střetnutí bylo nazváno „Bitva u Slavkova“ nebo také „Bitva tří císařů“ | “ |

Autory památníku jsou Václav Pyllmajer a Martin Hotárek; umělecké zpracování kamene provedl Aleš Zlatohlávek.

## Galerie

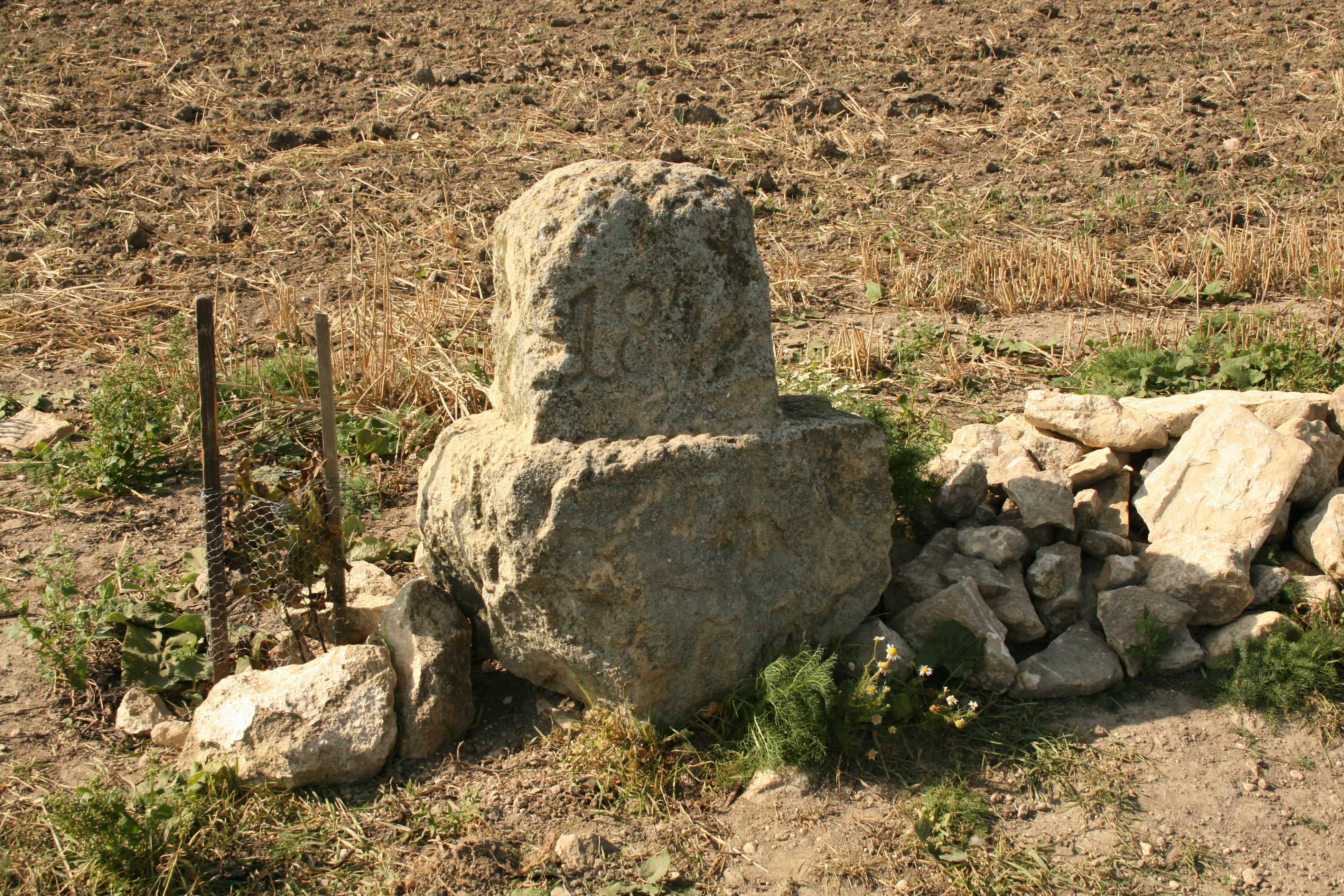
Kamenná plastika ze 70. let 19. století
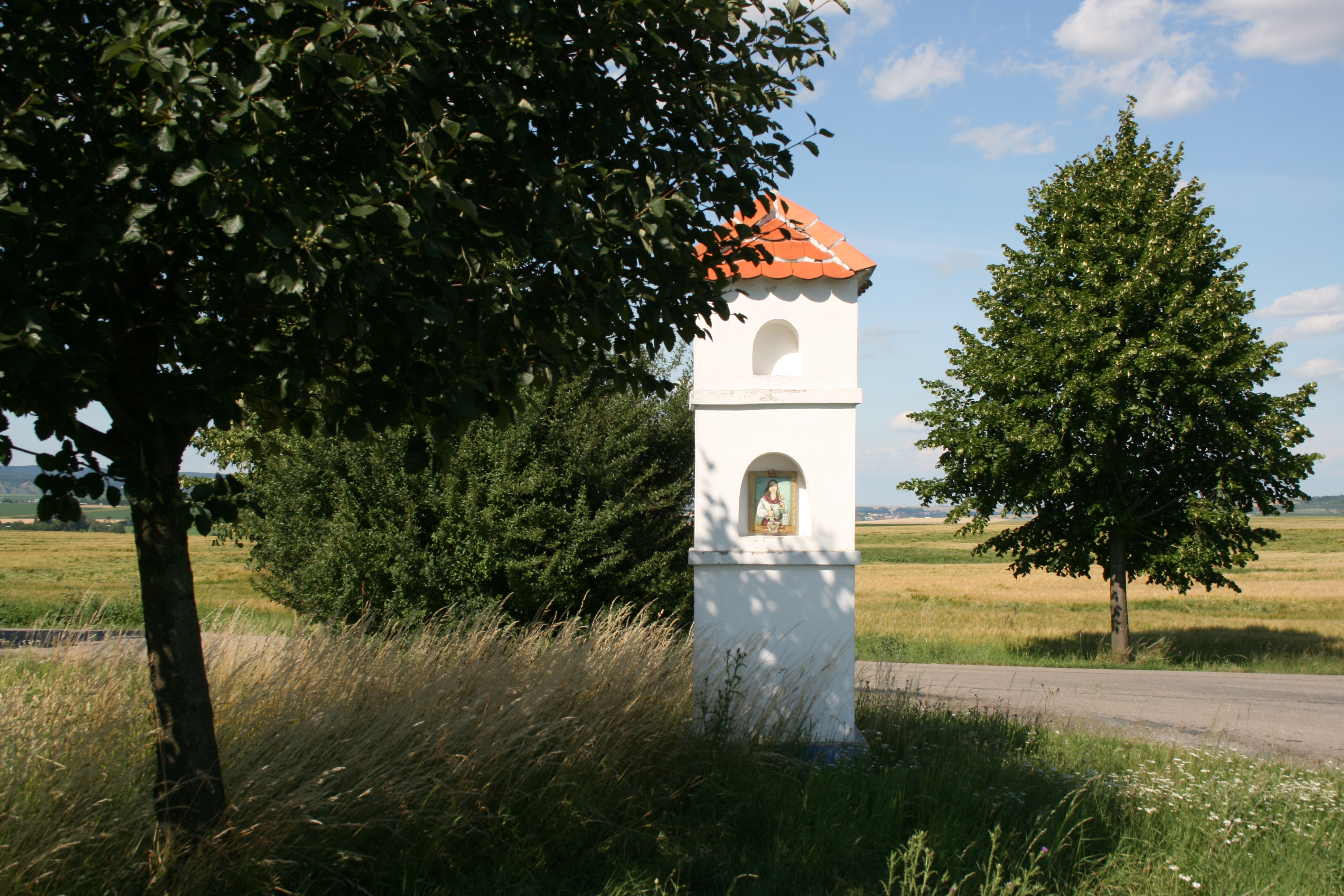
Boží muka u křižovatky
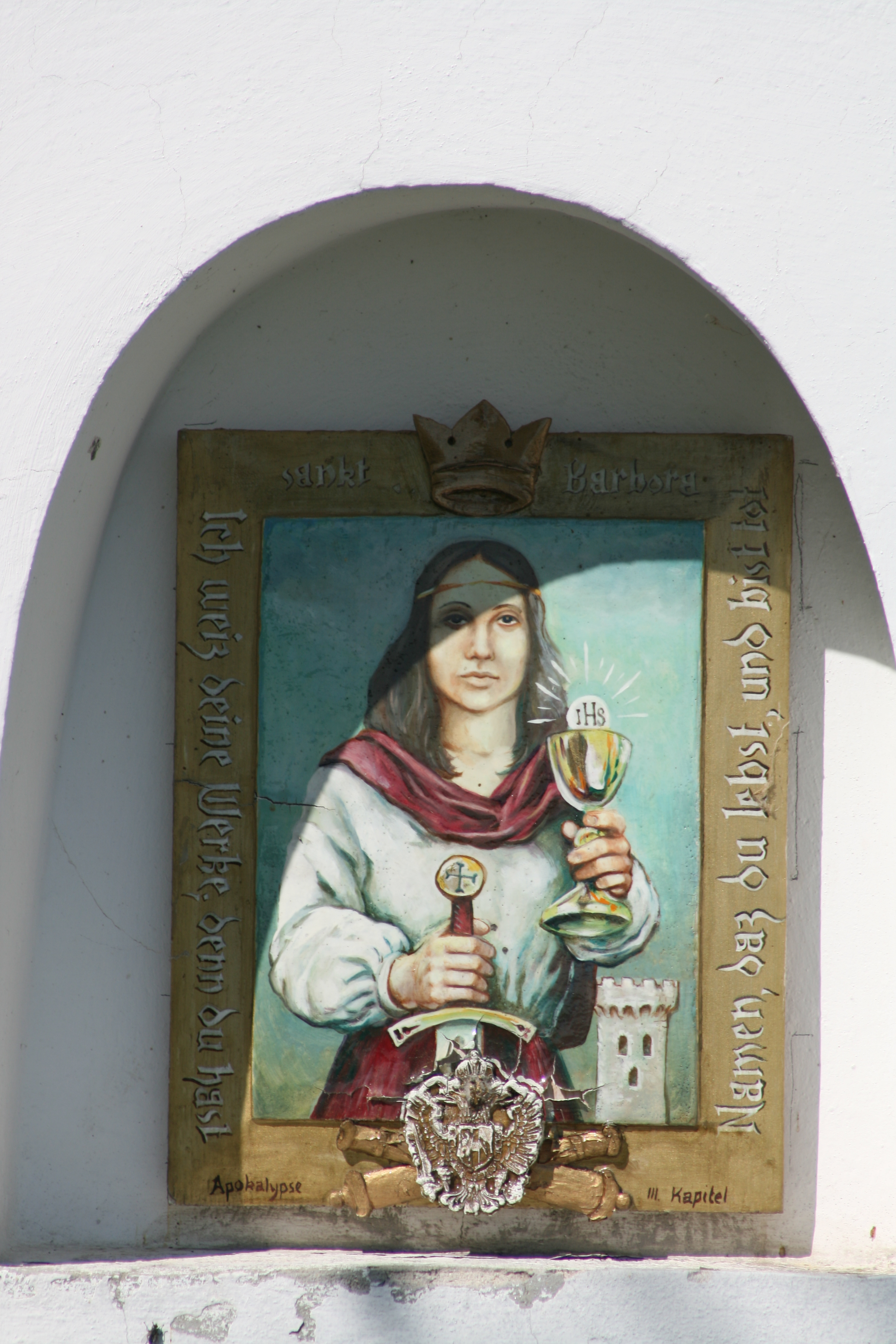
Boží muka, obraz svaté Barbory
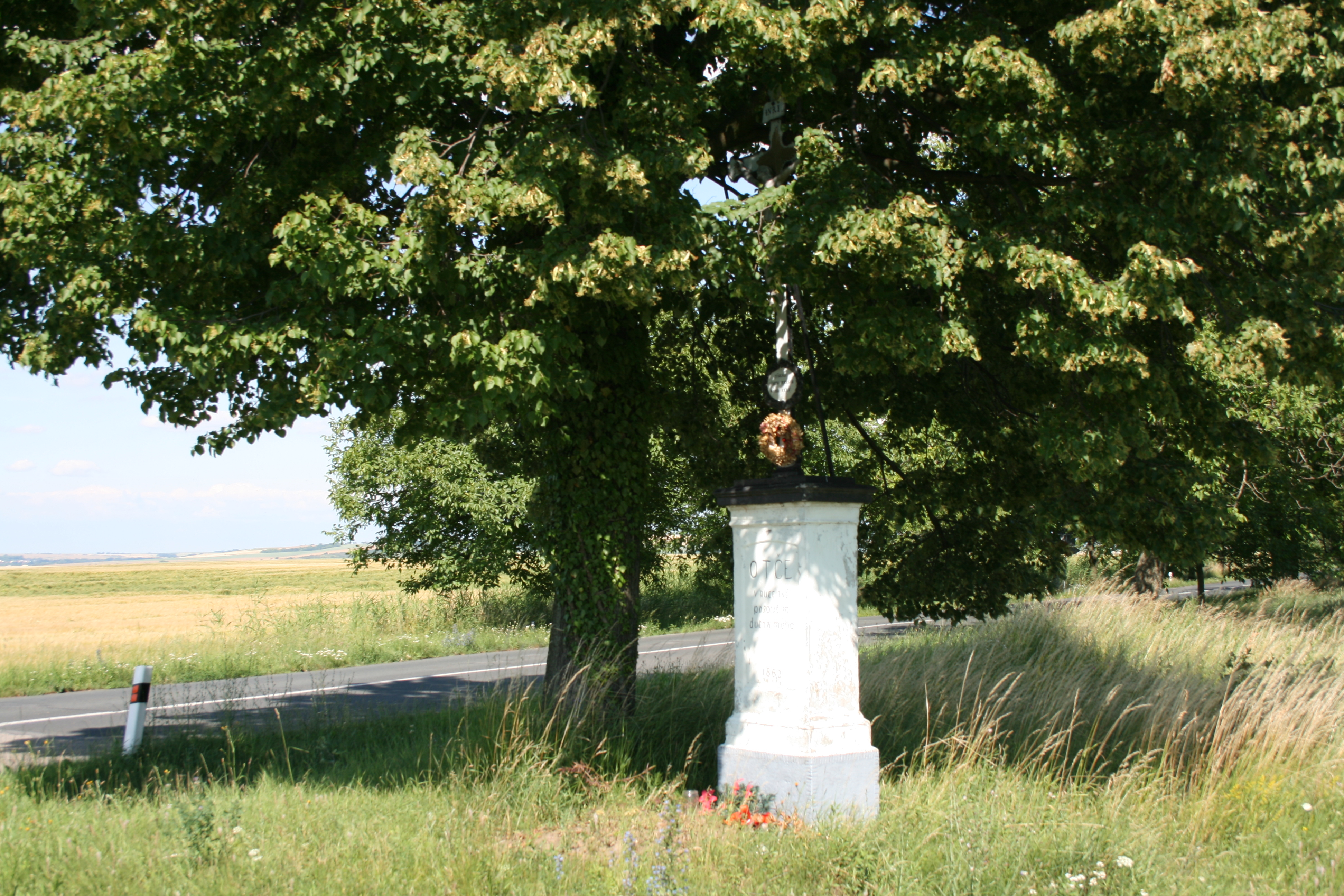
Litinový kříž z roku 1863
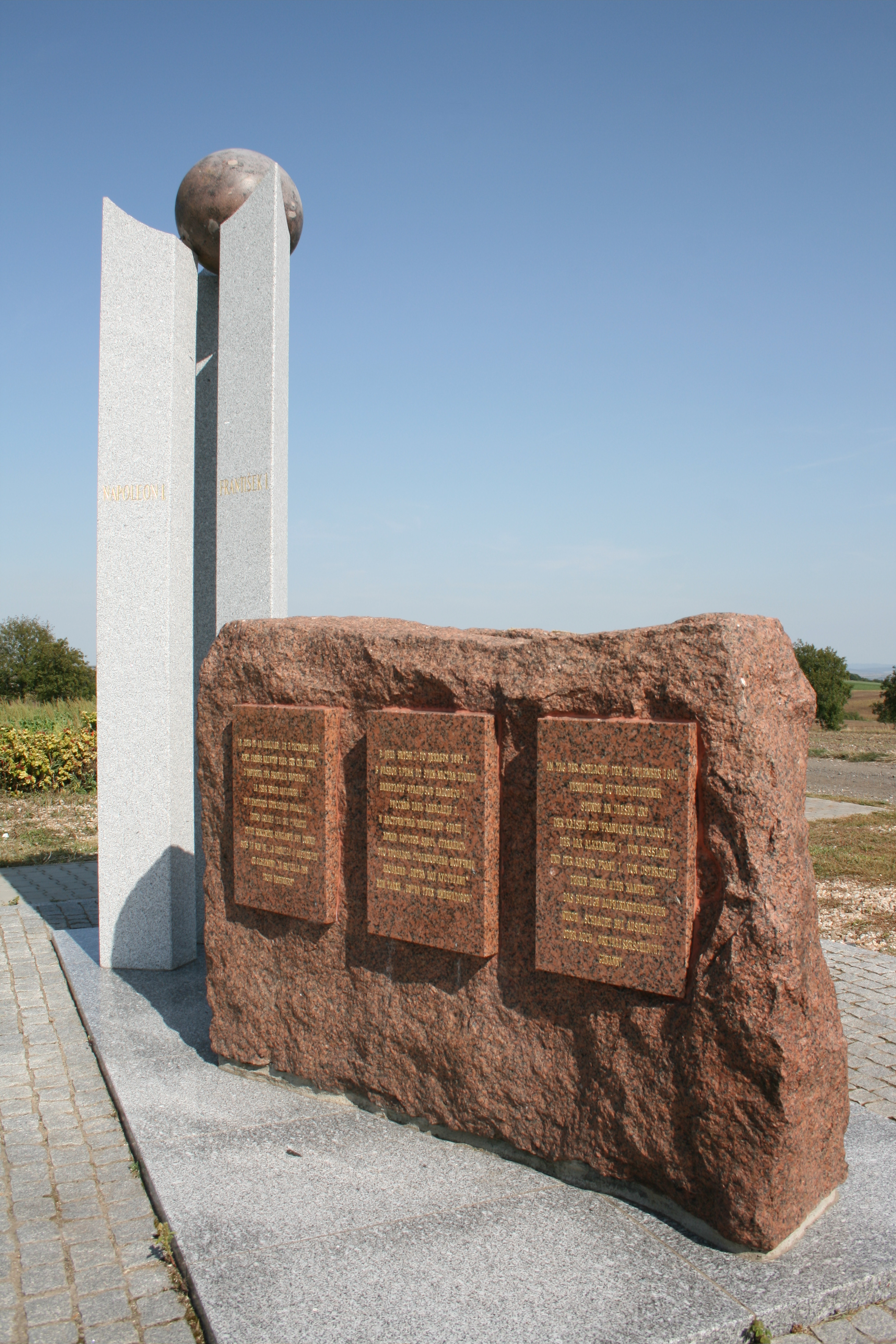
Památník Tří císařů